# Toni Erdmann
Toni Erdmann ist ein Spielfilm der deutschen Regisseurin und Drehbuchautorin Maren Ade aus dem Jahr 2016. Peter Simonischek und Sandra Hüller spielen Vater und Tochter in dem komödiantischen Familiendrama. Der Film hatte seine Premiere im Mai 2016 beim Wettbewerb des 69. Filmfestivals von Cannes. Zu seinen zahlreichen Auszeichnungen gehören der Europäische Filmpreis und eine Oscar-Nominierung. Der deutsche Kinostart war am 14. Juli 2016.

## Handlung
Der allein lebende pensionierte Musiklehrer Winfried Conradi aus Aachen neigt zu skurrilen Scherzen. Der Alt-68er leitet zudem Kurse in der Schule und pflegt ein offenbar entspanntes Verhältnis zur Mutter seiner Tochter Ines sowie zum Partner der Mutter. Ines hingegen ist ihm fremd geworden, die Arbeit dominiert ihr Leben selbst im Familienkreis und sie feilt in Bukarest an ihrer Karriere als Unternehmensberaterin.
Nachdem sein geliebter Hund Willi gestorben ist, nimmt Winfried Urlaub, um Ines zu überraschen. Die fiebert einer Präsentation für Auftraggeber Henneberg aus der Erdöl-Branche entgegen und ist nur wenig erfreut über den Besuch ihres Vaters, nimmt ihn aber mit zu einem Empfang, wo sie Henneberg treffen möchte. Der überlässt Ines zunächst seine junge, blonde, ukrainische Freundin Natalja, spricht mit Anderen und wendet sich dann Winfried zu, der zwecks Smalltalk zum Scherz greift: Er habe mangels der eigenen eine „Ersatztochter“ engagiert, die ihm auch die Fußnägel schneide. Zu Ines’ Entsetzen findet Henneberg das amüsant und lädt Winfried gegen Ines’ Plan mit ein zur nächtlichen Runde in einem Club. Dort unterläuft Ines ein Fauxpas: Sie spricht offen über Personalabbau und wird von Henneberg zurechtgewiesen. Sofort versucht Winfried, sie auf seine Art in Schutz zu nehmen.
Am nächsten, eigentlich freien Samstag hat Winfried erneut wenig von Ines, die sich beflissen darauf konzentriert, Natalja beim „Shoppen“ zu unterstützen. Als sie sonntags verschläft und Hennebergs Anrufe verpasst, richtet sich ihr ganzer Frust auf den ahnungs- und schuldlosen Vater, der abends schließlich abzureisen scheint. Am Montag vor der Präsentation überrascht Ines ihren Vorgesetzten Gerald mit einer Änderung der besprochenen Taktik, da der Austausch mit Henneberg nicht wie gewünscht verlief. Den Kollegen Tim, ihren Liebhaber, behandelt sie abweisend. Die Präsentation läuft dennoch nicht ganz zufriedenstellend.
Als sie abends endlich mit zwei Freundinnen entspannen möchte, taucht plötzlich Winfried wieder auf: Mit dunkler Perücke und vorstehenden Zähnen, nur von Ines erkannt, drängt er sich mit Champagner und als „Toni Erdmann“, mit Ion Țiriac bekannter „Geschäftsmann“, den irritierten, aber amüsierten Frauen auf. Derart verkleidet greift er von nun an immer wieder in Ines’ Alltag ein.
Sie nimmt ihren Vater nach einigen Irritationen schließlich mit zu einem Treffen mit Illiescu, dem Leiter der betroffenen Öl-Abteilung vor Ort, und stellt ihn, von sich selbst überrascht, als erfahrenen Berater vor. Winfrieds Unterhaltung mit Ölarbeitern endet unbeabsichtigt fatal, als Illiescu einen der Arbeiter auf der Stelle entlässt. Die entsetzte Reaktion ihres Vaters kontert Ines sarkastisch, dies nehme ihr selbst eine Entlassung ab. Als Winfried daraufhin auch noch dankbar die Gastfreundschaft der Arbeiter annimmt, attackiert ihn Ines auf der Rückfahrt, seine „grüne Gesinnung“ stehe einer „Modernisierung“ und damit ihrer Arbeit entgegen.
Als sie schließlich noch im Auto einschläft, folgt Winfried der Einladung der flüchtig bekannten Flavia zum traditionellen Ostereierfärben. Ines, wach geworden, folgt ihm und erlebt, wie er sich als „deutscher Botschafter“ vorstellt und sie als Sekretärin „Miss Schnuck“. Nur widerwillig lässt sie sich darauf ein, vom Vater am Keyboard begleitet, als „fabelhafte Whitney Schnuck“ das Lied Greatest Love of All zum Besten zu geben. Trotz Applaus verlässt sie wortlos die Wohnung. Ratlos sinkt Winfried im Hausflur auf die Treppe, im Hintergrund ein Kukeri-Kostüm. Er offenbart sich Flavia, die sich ihm zuwendet, ihn aber schon durchschaut hat, und bleibt zum Abendessen.
Währenddessen wartet vor Ines’ Wohnung schon der Catering-Service für ihren Geburtstagsbrunch, der zu Geralds Gefallen auch der Teambildung dienen soll. Tags darauf steht alles bereit, als Ines ihr mühevoll angelegtes, aber als zu eng empfundenes Outfit noch wechseln möchte und es mitten beim ebenso schwierigen Entkleiden an der Tür klingelt. Ganz spontan öffnet sie Steph mit Absicht fast nackt, lehnt deren Hilfe beim Anziehen ab und erklärt den Brunch zur Nacktparty. Dem verweigert sich Steph genauso wie später Tim, die beide wieder gehen. Die von Tim informierten Anca und Gerald hingegen, Assistentin und Chef, kommen trotz Unbehagen tatsächlich unbekleidet. Vor Gerald erscheint aber noch ein schweigendes, langhaariges Kukeri-Monster, das Anca ebenso erschreckt wie Gerald, der es aber „cool“ findet. Unter einem Vorwand folgt Ines nur im dünnen Bademantel dem Kostümträger in einen Park und ruft schließlich „Papa!“. Nach inniger Umarmung gehen sie wortlos auseinander.
Einige Zeit später kommt Ines zur Beerdigung der Oma, Winfrieds Mutter. Durch Stellenwechsel konnte sie doch noch ihr Ziel erreichen und Rumänien nach Singapur verlassen. Als späte Antwort auf ihre Frage in Bukarest erklärt Winfried, dass man wichtige Momente des Lebens nicht festhalten könne und erst hinterher verstehe. Da setzt sie sich sein Scherzgebiss ein und Omas Mütze auf, was Winfried animiert, nun die Kamera zu holen. Mit ihren Gedanken allein bleibt sie im Garten zurück.

## Produktion
Die Dreharbeiten zu Maren Ades drittem Langfilm fanden von Juni bis September 2014 in Aachen und überwiegend in Bukarest statt. Dabei entstanden über 120 Stunden Material. Die Postproduktion dauerte bis kurz vor der Premiere. Das Kostümbild erstellte Gitti Fuchs.
Als Vorbilder für die Figur des Toni Erdmann nannte Ade den amerikanischen Entertainer Andy Kaufman mit seiner Figur Tony Clifton sowie ihren eigenen Vater, dem sie einst ein Scherzgebiss geschenkt habe. Das Scherzgebiss hatte Ade als Werbegeschenk bei der deutschen Premiere eines Austin-Powers-Films erhalten.

## Veröffentlichung
Toni Erdmann erhielt als erster deutscher Film seit Wim Wenders’ Palermo Shooting im Jahr 2008 eine Einladung in den Hauptwettbewerb des Filmfestivals von Cannes und wurde dort sehr positiv aufgenommen. Der Film galt in der Presse als ein Favorit auf die Goldene Palme, wurde aber bei den Wettbewerbspreisen der Jury nicht berücksichtigt. Noch während des Festivals vermeldete der Weltvertrieb The Match Factory Verkäufe in zahlreiche Länder weltweit. Für Nordamerika erwarb Sony Pictures Classics die Rechte. Die deutsche Erstaufführung fand am 23. Juni 2016 im Rahmen des Filmfests München statt, das Toni Erdmann als Eröffnungsfilm wählte. Zu diesem Zeitpunkt waren die Verleihrechte des Filmes bereits in 55 Länder verkauft.
Nach dem deutschen Kinostart am 14. Juli 2016 belegte Toni Erdmann neun Wochen lang Platz eins in den Arthouse-Kinocharts der AG Kino – Gilde deutscher Filmkunsttheater und erreichte bis Ende 2017 über 900.000 Besucher in Deutschland. Im deutschen Free-TV wurde Toni Erdmann erstmals am 12. November 2018 auf Arte gezeigt.

## Rezeption
Toni Erdmann stieß bei Publikum wie Filmkritik auf ein überwiegend positives bis sehr positives Echo. So erreichte der Film in der internationalen Kritikerumfrage der Zeitschrift Screen während des Filmfestivals von Cannes mit 3,7 von 4 möglichen Punkten einen neuen Höchstwert. 2016 kam der Film in einer internationalen Kritikerumfrage der BBC auf Platz 100 der 100 besten Filme des 21. Jahrhunderts. Und laut Thomas Assheuer wurde er „in Cannes triumphal gefeiert“, spielten die beiden Hauptdarsteller „großartig“ bzw. „grandios“ und sei Maren Ades „große Leistung“ „ein Epochenfilm im Gewand der Komödie“ und „nicht zuletzt (…) – mit beträchtlicher polemischer Energie – eine Kritik an jenem Menschentyp, den die alles durchdringende neoliberale Revolution auf die Welt gebracht“ habe.
Christina Tilmann bezeichnete Ades Film in ihrer Kritik in der Neuen Zürcher Zeitung als einen „in der deutschsprachigen Kinolandschaft höchst ungewöhnlichen Film“, der verdienterweise beim Filmfestival Cannes auf Anhieb zum Kritiker- und Publikumsliebling geworden sei. Ade zeige in ihrem Film „in allen Nuancen der Ausbeutungs- und Abhängigkeitsmechanismen […] eine Vampirwelt des modernen Turbokapitalismus“, in der Ines sich einen Panzer zugelegt habe, der so leicht nicht zu durchbrechen sei, wenn ihr Vater nicht wäre.
Michael Meyns von Filmstarts sah „eine Familiengeschichte, wie man sie in dieser Komplexität und Wahrhaftigkeit selten zu sehen bekommt“, und kommt zu dem Schluss, dass es ein „präzise beobachteter, mutiger, brillant gespielter“ Film sei. Er stelle seine Protagonisten trotz peinlicher Situationen nicht bloß, sondern „dringt zu ihrem emotionalen Kern vor“. Es gehe nicht „um einen banalen Wandel“ mit einer „emotionalen Versöhnung“, sondern um die Schilderung „latenter Depression, versteckter Vorwürfe und unterdrückter Wut“.
Demgegenüber äußerte sich Jan Küveler in der Welt am Sonntag am Tag vor der Oscar-Verleihung höchst kritisch: Eine Auszeichnung „wäre ein entsetzlicher Irrtum, eine fatale kulturelle Fehlinvestition“. Der Film sei „Schrott, Schund, ein als Komödie verkleidetes Trauerspiel, eine unterirdische Sketchparade, die, um der zu Tode optimierten Tochter zu zeigen, dass Ehrgeiz nicht alles ist, ungelogen auf Perücke und falsche Zähne setzt. Harald Juhnke und Eddi Arent würden sich im Grab umdrehen. Toni Erdmann ist Charleys Tante in ernst gemeint.“

## Auszeichnungen
- Europäischer Filmpreis 2016: Bester Film, Beste Regie, Bestes Drehbuch, Beste Darsteller (Sandra Hüller und Peter Simonischek)
- FIPRESCI-Preis beim Festival von Cannes 2016[17]
- Brussels Film Festival 2016: Golden Iris Award für den besten Film, Best Screenplay Award (Drehbuchpreis), RTBF TV Prize of Best Film[18]
- LUX Filmpreis 2016[19]
- Grand Prix 2016 der FIPRESCI als bester Film des Jahres[20]
- Bayerischer Filmpreis 2016: Beste Regie (Maren Ade, geteilt mit vier weiteren Regisseurinnen), Beste Darstellerin (Sandra Hüller)
- Gilde-Filmpreis 2016, bester Film national
- New York Film Critics Circle Award 2016 als bester fremdsprachiger Film[21]
- Filmpreis NRW für den besten Spielfilm beim Film Festival Cologne 2016
- Hauptpreis Louve d’Or und Preis für den besten Schauspieler (Peter Simonischek) beim Festival du Nouveau Cinema (FNC) in Montreal (2016)[22]
- Prädikat besonders wertvoll der Deutschen Film- und Medienbewertung[23]

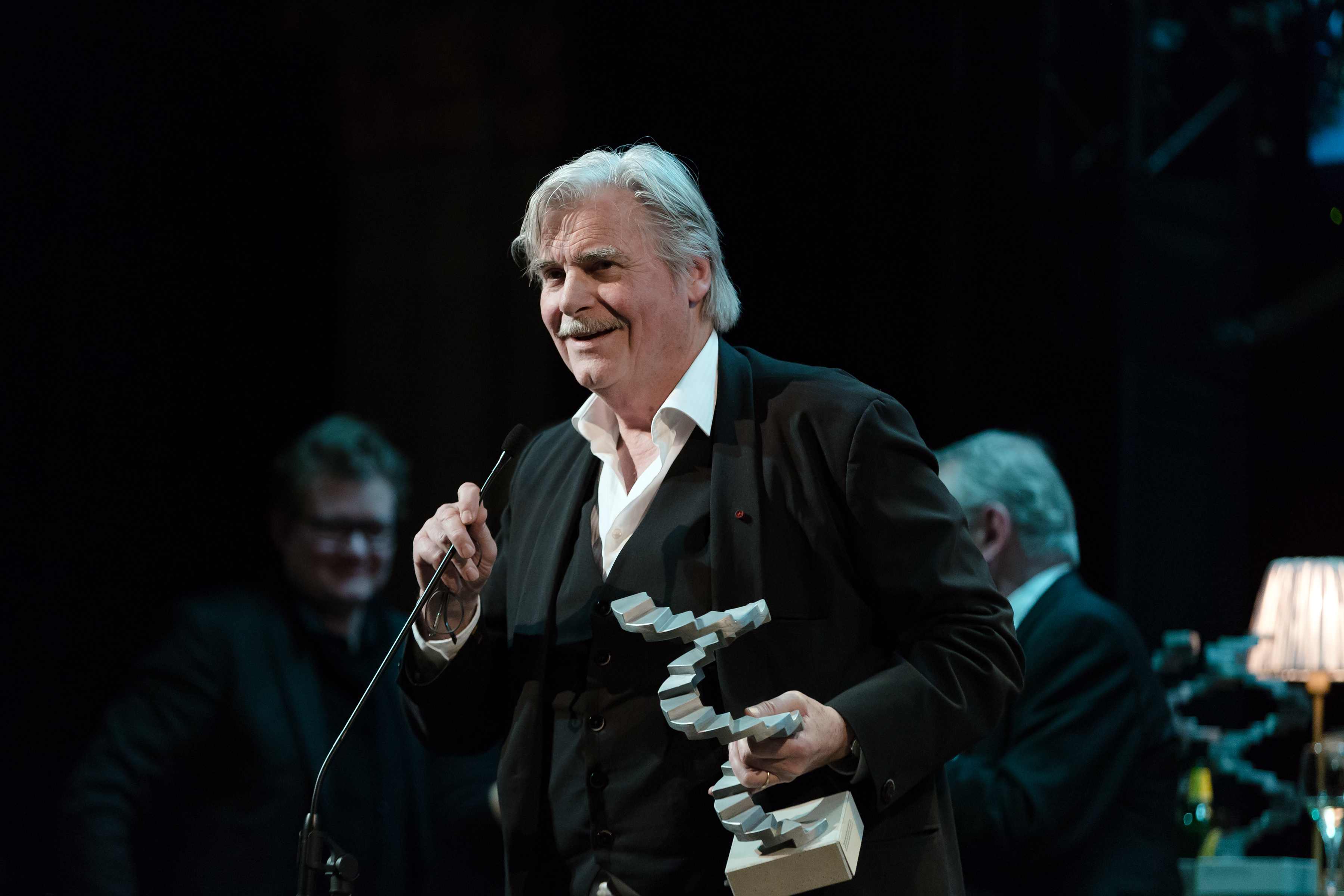
Peter Simonischek mit dem Österreichischen Filmpreis 2017

- Atlanta Film Critics Society Awards 2016: Bester fremdsprachiger Film
- Preis der deutschen Filmkritik 2016 in den Kategorien Bester Spielfilm, Bestes Drehbuch und Bester Schnitt
- National Society of Film Critics 2017: Bester fremdsprachiger Film
- Ernst-Lubitsch-Preis 2017: Peter Simonischek
- Österreichischer Filmpreis 2017: Beste männliche Hauptrolle (Peter Simonischek)
- Independent Spirit Award 2017: Bester internationaler Film
- Romyverleihung 2017: Bester Kinofilm
- Deutscher Filmpreis 2017: Bester Spielfilm (Lola in Gold), Bester Hauptdarsteller, Beste Hauptdarstellerin, Bester Schnitt, Bestes Drehbuch, Beste Regie
- Schnitt Preis 2017 in der Kategorie Spielfilm (Heike Parplies)[24]

Bei der Oscarverleihung 2017 sowie beim Critics’ Choice Movie Award, den Golden Globe Awards, dem César 2017 und den British Academy Film Awards 2017 war Toni Erdmann jeweils für den Preis als bester fremdsprachiger bzw. ausländischer Film nominiert.
Eine BBC-Umfrage unter 368 Filmexperten aus 84 Ländern wählte Toni Erdmann 2018 auf Platz 8 der besten Filme aller Zeiten, bei denen eine Frau Regie geführt hat.